# Station Saint-Denis-Bovesse
Station Saint-Denis-Bovesse is een spoorwegstation langs spoorlijn 161 (Brussel - Namen) in Bovesse, een deelgemeente van de gemeente La Bruyère.

## Treindienst

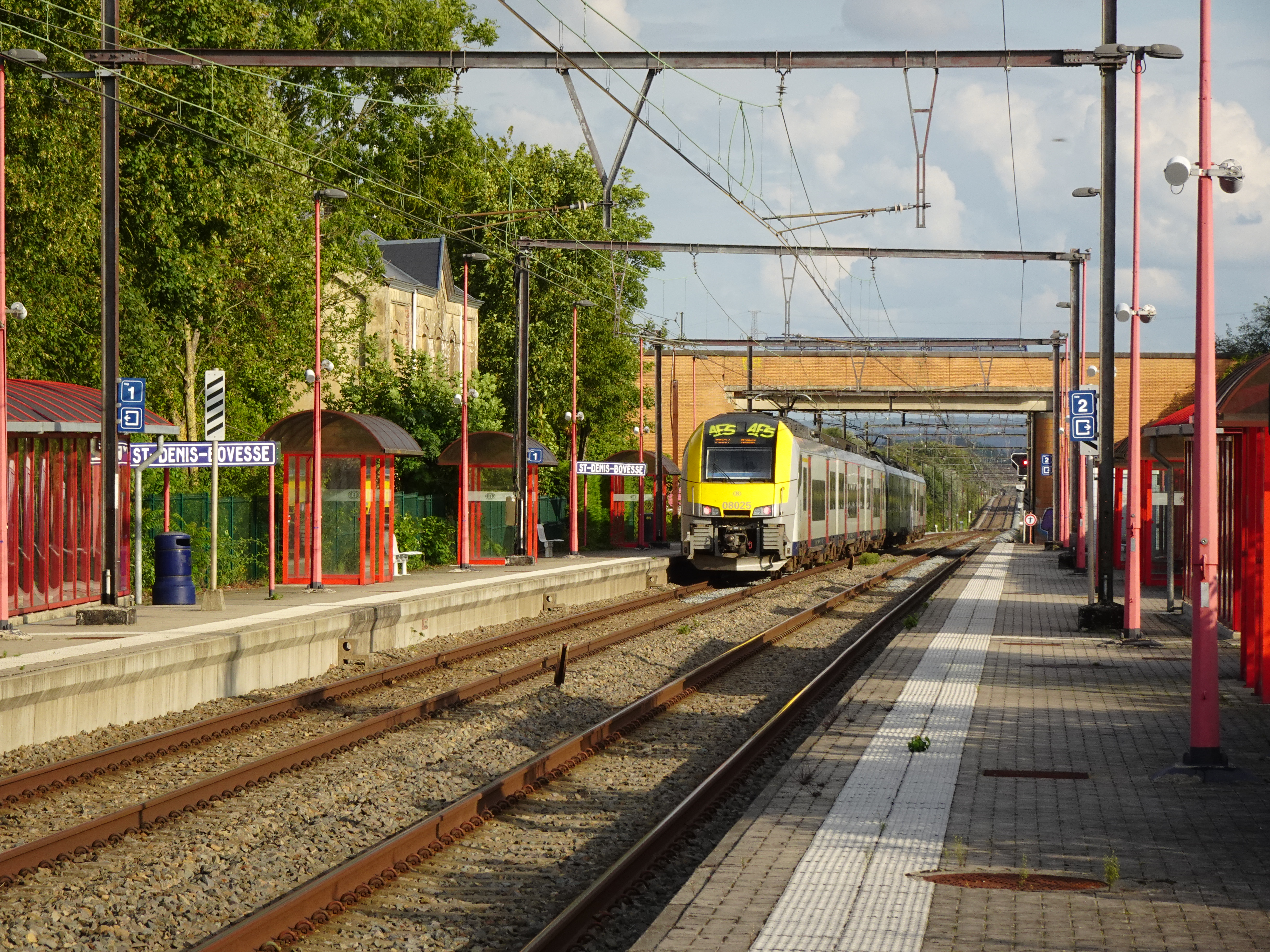

| Serie       | Treinsoort          | Route                                               | Bijzonderheden             |
| ----------- | ------------------- | --------------------------------------------------- | -------------------------- |
| L 6250      | L-trein (NMBS)      | Ottignies – Gembloers – Saint-Denis-Bovesse – Namen |                            |
| P 7650/8650 | Piekuurtrein (NMBS) | Namen – Saint-Denis-Bovesse – Gembloers – Ottignies | Rijdt alleen op werkdagen. |

## Reizigerstellingen
De grafiek en tabel geven het gemiddeld aantal instappende reizigers weer op een week-, zater- en zondag.
| Tabel: aantal instappende reizigers station Saint-Denis-Bovesse | Tabel: aantal instappende reizigers station Saint-Denis-Bovesse | Tabel: aantal instappende reizigers station Saint-Denis-Bovesse | Tabel: aantal instappende reizigers station Saint-Denis-Bovesse |
|                                                                 | Weekdag                                                         | Zaterdag                                                        | Zondag                                                          |
| --------------------------------------------------------------- | --------------------------------------------------------------- | --------------------------------------------------------------- | --------------------------------------------------------------- |
| 1977                                                            | 219                                                             | 39                                                              | 33                                                              |
| 1978                                                            | 225                                                             | 36                                                              | 30                                                              |
| 1979                                                            | 187                                                             | 55                                                              | 20                                                              |
| 1980                                                            | 239                                                             | 89                                                              | 20                                                              |
| 1981                                                            | 201                                                             | 40                                                              | 18                                                              |
| 1982                                                            | 240                                                             | 85                                                              | 60                                                              |
| 1983                                                            | 143                                                             | 23                                                              | 11                                                              |
| 1984                                                            | 188                                                             | 34                                                              | 25                                                              |
| 1985                                                            | 187                                                             | 61                                                              | 24                                                              |
| 1986                                                            | 205                                                             | 59                                                              | 28                                                              |
| 1987                                                            | 168                                                             | 60                                                              | 26                                                              |
| 1988                                                            | 193                                                             | 64                                                              | 20                                                              |
| 1989                                                            | 162                                                             | 44                                                              | 47                                                              |
| 1990                                                            | 166                                                             | 65                                                              | 38                                                              |
| 1991                                                            | 205                                                             | 53                                                              | 27                                                              |
| 1992                                                            | 180                                                             | 61                                                              | 31                                                              |
| 1993                                                            | 141                                                             | 57                                                              | 34                                                              |
| 1994                                                            | 185                                                             | 27                                                              | 15                                                              |
| 1995                                                            | 161                                                             | 39                                                              | 8                                                               |
| 1996                                                            | 178                                                             | 46                                                              | 16                                                              |
| 1997                                                            | 174                                                             | 23                                                              | 7                                                               |
| 1998                                                            | 164                                                             | 24                                                              | 16                                                              |
| 1999                                                            | 151                                                             | 14                                                              | 6                                                               |
| 2000                                                            | 207                                                             | 27                                                              | 11                                                              |
| 2001                                                            | 161                                                             | 14                                                              | 12                                                              |
| 2002                                                            | 174                                                             | 22                                                              | 15                                                              |
| 2003                                                            | 165                                                             | 28                                                              | 26                                                              |
| 2004                                                            | 180                                                             | 36                                                              | 15                                                              |
| 2005                                                            | 185                                                             | 46                                                              | 18                                                              |
| 2006                                                            | 220                                                             | 24                                                              | 14                                                              |
| 2007                                                            | 233                                                             | 48                                                              | 17                                                              |
| 2008                                                            | -                                                               | -                                                               | -                                                               |
| 2009                                                            | 201                                                             | 18                                                              | 21                                                              |
| 2010                                                            | -                                                               | -                                                               | -                                                               |
| 2011                                                            | -                                                               | -                                                               | -                                                               |
| 2012                                                            | 188                                                             | 37                                                              | 23                                                              |
| 2013                                                            | 184                                                             | 33                                                              | 24                                                              |
| 2014                                                            | 248                                                             | 29                                                              | 16                                                              |
| 2015                                                            | 148                                                             | 38                                                              | 28                                                              |
| 2016                                                            | 146                                                             | 11                                                              | 14                                                              |
| 2017                                                            | 119                                                             | 23                                                              | 12                                                              |
| 2018                                                            | 147                                                             | 28                                                              | 22                                                              |
| 2019                                                            | 189                                                             | 29                                                              | 21                                                              |
| 2020                                                            | 104                                                             | 33                                                              | 11                                                              |
| 2021                                                            | -                                                               | -                                                               | -                                                               |
| 2022                                                            | 310                                                             | 26                                                              | 23                                                              |
| 2023                                                            | 212                                                             | 62                                                              | 44                                                              |
| 2024                                                            | 202                                                             | 31                                                              | 39                                                              |

0,0: Schaarbeek ·
3,5: Koninklijke-Sint-Mariastraat ·
4,4: Rogierstraat ·
5,1: Leuvensesteenweg ·
5,8: Brussel-Schuman ·
6,1: Wetstraat ·
7,0: Brussel-Luxemburg ·
8,0: Mouterij ·
8,9: Etterbeek ·
10,1: Watermaal ·
12,0: Bosvoorde ·
13,9: Zoniënwoud ·
17,0: Groenendaal ·
18,9: Hoeilaart ·
20,0: Bakenbos ·
22,0: Terhulpen ·
23,2: Genval ·
25,2: Rixensart ·
27,7: Profondsart ·
29,0: Le Buston ·
30,0: Ottignies ·
36,0: Mont-Saint-Guibert ·
38,0: Blanmont ·
40,0: Chastre ·
41,9: Ernage ·
45,0: Gembloers ·
47,6: Lonzée ·
50,9: Beuzet ·
53,0: Saint-Denis-Bovesse ·
56,0: Rhisnes ·
62,0: Namen